# Marcel-André Casasola Merkle
Marcel-André Casasola Merkle (Norimberga, 10 agosto 1977) è un autore di giochi tedesco.
Attivo dalla fine degli anni novanta, fondò nel 2000 la casa editrice di giochi Lookout Games. I suoi giochi Verräter ("Traditore") e Meuterer ("Ammutinato") vinsero il premio "À-la-carte-Kartenspielpreis" del periodico tedesco Fairplay. Fu anche uno dei fondatori della wiki "Lexikon des Spieleerfindens" ("Lessico dell'invenzione dei giochi"), assieme ad altri game designer con cui aveva lavorato per il gioco del 2002 TransAmerica.

## Ludografia

### Giochi da tavolo e di carte
- 1997: Elements (Adlung-Spiele)
- 1998: Verräter (Adlung-Spiele)
- 2000: Lift off (Queen Games)
- 2000: Meuterer (Adlung-Spiele)
- 2002: Attribut (Lookout Games)
- 2003: Bakerstreet (Ravensburger)
- 2003: Attika (Hans im Glück)
- 2004: Attribut 2 (con Uwe Rosenberg, Lookout Games)
- 2005: Flunkern (con Tobias Biedermann, Ravensburger)
- 2005: Fiese Freunde Fette Feten (con Friedemann Friese, 2F-Spiele)
- 2006: Taluva (Hans im Glück)
- 2006: Monstermaler (con Friedemann Friese e Andrea Meyer; Bewitched Spiele, Casasola, 2F-Spiele)
- 2006: Julchen und die Monster (Casasola, 2F-Spiele)
- 2008: Fluch der Mumie (Ravensburger)
- 2009: Eine gegen Eine (Sphinx Spielerverlag)
- 2010: Tadaaam! (con Friedemann Friese & Andrea Meyer; Repos)
- 2011: Speed Dating (Kosmos)
- 2011: Ein Mann. Ein Spiel. (Süddeutsche Zeitung)
- 2012: Eine Frau. Ein Spiel (Süddeutsche Zeitung)
- 2012: Santa Cruz (Hans im Glück)
- 2015: Taluva Deluxe (Hans im Glück)
- 2018: U.S. Telegraph (Super Meeple)
- 2018: GW:s brott (Alga)

### Giochi digitali
- 2013: 2 Dreams pwe iPhone/iPad Story-Abenteuer-Puzzle
- 2014: Rules! per iPhone/iPad Action-Puzzlespiel